# Piet C. Kuiper
Pieter Cornelis Kuiper (geboren 30. Juli 1919 in Soest; gestorben 9. Februar 2002 in Amsterdam) war ein deutsch-niederländischer Psychiater, Psychoanalytiker und Autor. Von 1961 bis 1985 war er Professor für Psychiatrie an der Universität Amsterdam. Kuiper beeinflusste in seiner Zeit nicht nur die Psychiatrie in den Niederlanden, sondern darüber hinaus insbesondere auch in den deutschsprachigen Ländern. Über sein berufliches Schaffen hinaus wurde er bekannt durch sein autobiografisches Buch mit dem Titel Seelenfinsternis, das seine eigene seelische Erkrankung in fortgeschrittenem Lebensalter öffentlich machte und damit Fachleuten wie Laien Zugang zum Erleben einer sehr schweren Depression gewährte.

## Persönliches
Erst im Zusammenhang mit seiner Erkrankung erinnerte sich Kuiper daran, dass er sich in Kindertagen als Zweitgeborener wie ein Ersatz für ein vor seiner Geburt verstorbenes Geschwister gefühlt habe, unter dessen Tod die Eltern sehr gelitten hätten. Mit dem bei seiner Geburt bereits 55 Jahre alten Vater sei er nicht recht in Kontakt gekommen und die „kalvinistisch-fromme Mutter“ hätte den Kontakt zu eng gestaltet.
In seinen letzten Lebenstagen sei die Depression wiedergekehrt. Piet Kuiper verstarb am 9. Februar 2002 im Alter von 82 Jahren.  Der Tod habe ihn gleichsam vor den Fängen einer erneuten Depression gerettet, schrieb Eveline Brandt in ihrem Nachruf im Trouw. Weitere Nachrufe finden sich in den niederländischen Zeitungen de Volkskrant und im Reformatorisch Dagblad.
Kuiper war verheiratet mit Eleonora (Noortje), einer Tochter des niederländischen Theologen Miskotte, mit der er ein Kind hatte. Sie starb im April 2011 und wurde bei Kuiper in Voorst begraben.

## Berufliches
Von 1952 bis 1961 war Kuiper Klinikleiter des akademischen Krankenhauses der Universität Groningen und lehrte dort ab 1957 Tiefenpsychologie und propädeutische Psychiatrie, bis er nach seiner Ernennung zum Professor 1961 an die Universität Amsterdam wechselte, wo er bis 1985 in Lehre und Forschung tätig war. Die Zeit in Groningen sei für Kuipers Entwicklung von großer Bedeutung gewesen, teilen die niederländischen Alumni Medische Alumnivereniging Antonius Deusing anlässlich ihrer Suche nach Schülern von Kuiper mit.
Kuiper hat die Psychoanalyse in die niederländische Psychiatrie eingeführt, Generationen von Studenten ausgebildet und ihnen die Psychoanalyse nahegebracht. Er war der erste Professor für Psychiatrie in den Niederlanden, der die Psychoanalyse in den Beruf einbezog, insofern bedeutete das für diese Zeit „eine große Innovation“. Es gab für psychiatrische Patienten Diagnosen, aber kaum Behandlungen und Medikamente. Kuiper wollte verstehen, warum seine Patienten verrückt geworden seien und war überzeugt, ihre Erkrankungen seien Ergebnis innerseelischer Konflikte. Er schrieb Standardwerke der Psychiatrie und war bemüht, den Graben zwischen den Patienten und ihren Psychiatern zu überbrücken. Ärzte sollten sich nicht über ihre Patienten erheben, so sein Credo. Kuiper trat im Fernsehen auf und gab Interviews, so dass er sein Fachwissen auch Laien zugänglich machte. Er war international bekannt, doch bei manchen seiner Berufskollegen umstritten.
Kuiper gehörte einer Gruppe von Psychoanalytikern an, welche den Wiederaufbau der Psychoanalyse in Deutschland begleitete, die während der NS-Zeit schweren Schaden erlitten hatte. So traf er sich im November 1959 in Frankfurt mit Kolleginnen und Kollegen aus Holland, England, Frankreich, Österreich und der Schweiz, die in der Absicht zusammengekommen waren, Alexander Mitscherlich bei der Gründung des psychoanalytischen Instituts in Frankfurt zu unterstützen. Zu dieser Gruppe gehörten neben Kuiper und vielen anderen Michael Balint, Gustav Bally, Béla Grunberger, Paula Heimann und Paul Parin. Am 27. April 1960 wurde das Institut schließlich gegründet und 1964 in Sigmund-Freud-Institut umbenannt.
Der Medizinjournalist Hans Halter schrieb 1991 unter dem Titel Ein Psychiater in der Hölle im Spiegel, Kuipers Urteil habe etwas gegolten, er habe „den großen Alexander Mitscherlich gut gekannt“, sei „tüchtig, realistisch, weitblickend“ und ein „Gelehrter von internationalem Rang“ gewesen. In ihrer Kolumne im Reformatorisch Dagblad beschrieb Christine Stam-van Gent im Jahr 2017 Kuiper als einen Professor und Klinikleiter, den Studenten in den Jahren 1960 bis 1980 nicht hätten ignorieren können. Der Philosoph und Medienwissenschaftler Jannis Puhlmann bezeichnete Kuiper als eine „Koryphäe von internationalem Rang“, der für seine Eröffnungsrede bei den Lindauer Psychotherapiewochen 1979 mit standing ovations bedacht worden sei.

## Seelenfinsternis
Im Jahr 1983 erkrankte Kuiper in seinem siebten Lebensjahrzehnt, und kurz nachdem er die Leitung der psychiatrischen Abteilung aufgegeben hatte, an einer sehr schweren Depression, in deren Rahmen er auch psychotische Episoden erlitt. Anfangs noch ambulant und ohne jeden Erfolg hätten sich „die besten Ärzte der Niederlande“ um Kuiper bemüht. Man habe „zu heilsamem Schlaf“ geraten, „zum Spazierengehen“ und selbst eine Psychoanalytikerin habe nicht mehr weitergewusst. Schließlich habe Kuiper den Weg in eine geschlossene Nervenklinik gesucht, als „die Situation zu Hause für Frau und Kind ganz unhaltbar“ geworden sei. Nach drei Jahren half am Ende ein sogenannter MAO-Hemmer. Kuiper wurde wieder gesund. Nachdem er monatelang in der Valerius-Klinik in Amsterdam behandelt wurde, konnte er schließlich nur durch jene Medikamente geheilt werden, vor denen er zuvor stets gewarnt hatte.
Sein Buch schrieb Kuiper auf Anraten seines behandelnden Arztes einerseits, aber auch aufgrund eines persönlichen Verantwortungsgefühls, das er nach seiner Genesung entwickelt habe. Kuiper schämte sich nicht für seine Erkrankung. Verrückt zu werden, könne jedem passieren. Der deutsche Titel von Kuipers Autobiografie über seine Erkrankung und den langen Weg seiner Gesundung, ist ein anderer, aber in wörtlicher Übersetzung bedeutet der niederländische Titel Ver heen auf Deutsch etwa Weit weg. Da Kuiper selbst malte, finden sich 16 Abbildungen eigener Werke in der niederländischen Ausgabe seines Buches. Der Malerei und ihrer Bedeutung für seinen Gesundungsprozess widmete Kuiper in seinem Buch ein gesondertes Kapitel: Die rettende Malerei.
Ein solches Buch habe es zuvor noch nie gegeben, so Haller. Kuiper habe „dem Leser die ungeschminkten Wahrheiten über seine Herkunft, seinen Ehrgeiz, seine Eitelkeiten“ mitgeteilt. Eine derart „freimütige Schilderung der eigenen Seelennot und des Scheiterns“, wie sie Kuiper gelungen sei, wäre „aus der Feder eines deutschen Ordinarius nur schwer vorstellbar“. Weil „so viele Krankheiten und Irrtümer auf Hochmut und narzißtischem Selbstgefühl basieren“, rate Kuiper am Ende, sich lieber seinen Mitmenschen zuzuwenden als sich selbst.
Kuipers Buch ist oft zitiert worden, bis in die jüngste Zeit und immer wieder wird darauf Bezug genommen. Beispielsweise zitierte der Mediziner Thomas Fuchs in seinem Aufsatz Depression und Manie als Zeitkrankheiten mehrfach Kuipers Seelenfinsternis.
Der Philosoph und Medienwissenschaftler Jannis Puhlmann beschrieb im Dubito-Magazin die Erkrankung Kuipers in einigen Details. Kuiper selbst habe zunächst an eine Viruserkrankung geglaubt, später an eine beginnende Demenz, bis er habe begreifen müssen, an einer schweren Depression mit psychotischer Symptomatik erkrankt zu sein. Nach zwei Aufenthalten in der geschlossenen Psychiatrie, unzähligen Expertengesprächen und einer Behandlung mit Psychopharmaka habe sich Kuiper erholt, seinen Beruf aufgegeben und seine Krankengeschichte aufgeschrieben. Sein Buch wurde ein Bestseller. Er habe damit vielen Menschen geholfen, die mit einer Depression einhergehende Sprachlosigkeit zu überwinden, so Puhlmann.
Im Jahr 1989 sprach Kuiper mit Adriaan van Dis über seine Erkrankung. Ausschnitte aus dem Gespräch sind auf YouTube veröffentlicht.
So nachhaltig hat Kuipers Buch beeindruckt, dass Anke Hinrichs 20 Jahre später in ihrem Tagesspiegelartikel Patient Psychiater noch daran erinnerte, als sie darüber aufklärte, dass diese Berufsgruppe in deutlich höherem Erkrankungsrisiko stehe als die Durchschnittsbevölkerung.

## Schriften (Auswahl)
- Liebe und Sexualität im Leben der Studenten. Ein Versuch ehrlicher Aufklärung und Durchleuchtung. Huber, Bern, Stuttgart, Wien 1969, ISBN 3-456-00110-X (niederländisch: Liefde en sexualiteit in het studentenleven. Übersetzt von Peter Jacobi).
- Psychoanalyse, zeitgemäss oder veraltet? Klett, Stuttgart 1975, ISBN 3-12-905100-7 (niederländisch: Psychoanalyse, actueel of verouderd? Übersetzt von Helga Steinmetz-Schünemann).
- Die Verschwörung gegen das Gefühl. Psychoanalyse als Hermeneutik und Naturwissenschaft. Klett-Cotta, Stuttgart 1980, ISBN 3-12-904431-0 (niederländisch: De mens en zijn verhaal. Übersetzt von Helga Steinmetz-Schünemann).
- Seelenfinsternis. Die Depression eines Psychiaters. 5. Auflage. S. Fischer, Frankfurt am Main 1992, ISBN 3-10-040206-5 (niederländisch: Ver heen. Übersetzt von Marlis Menges).

- Ver heen. Verslag van een depressie. SDU, Den Haag 1988 (niederländisch, dbnl.org [PDF; 2,8 MB; abgerufen am 18. August 2020] Bebildert mit 16 Werken).

- Die seelischen Krankheiten des Menschen. Psychoanalytische Neurosenlehre. 9. Auflage. Klett-Cotta, Stuttgart 2004, ISBN 3-608-94096-0 (niederländisch: Neurosenleer. Übersetzt von Clemens de Boor).